# Riconoscimenti ottenuti da Little Miss Sunshine
Little Miss Sunshine ricevette numerosi riconoscimenti da organizzazioni, festival e critica. Nel 2006 venne lodato per il suo cast ma anche per interpretazioni individuali e per la sceneggiatura.

## Organizzazioni
| Premio                            | Categoria                                         | Assegnatario                                                                         | Esito           | Ref    |
| --------------------------------- | ------------------------------------------------- | ------------------------------------------------------------------------------------ | --------------- | ------ |
| Academy Award                     | Miglior film                                      | Miglior film                                                                         | Candidato/a     | [ 1 ]  |
| Academy Award                     | Migliore sceneggiatura originale                  | Michael Arndt                                                                        | Vincitore/trice | [ 1 ]  |
| Academy Award                     | Miglior attore non protagonista                   | Alan Arkin                                                                           | Vincitore/trice | [ 1 ]  |
| Academy Award                     | Miglior attrice non protagonista                  | Abigail Breslin                                                                      | Candidato/a     | [ 1 ]  |
| American Cinema Editors           | Miglior montaggio in un film commedia o musicale  | Pamela Martin                                                                        | Candidato/a     | [ 2 ]  |
| American Film Institute           | Film dell'Anno                                    | Film dell'Anno                                                                       | Vincitore/trice | [ 3 ]  |
| BAFTA Award                       | Miglior film                                      | Miglior film                                                                         | Candidato/a     | [ 4 ]  |
| BAFTA Award                       | Miglior sceneggiatura originale                   | Michael Arndt                                                                        | Vincitore/trice | [ 4 ]  |
| BAFTA Award                       | Miglior attore non protagonista                   | Alan Arkin                                                                           | Vincitore/trice | [ 4 ]  |
| BAFTA Award                       | Miglior attrice non protagonista                  | Abigail Breslin                                                                      | Candidato/a     | [ 4 ]  |
| BAFTA Award                       | Miglior attrice non protagonista                  | Toni Collette                                                                        | Candidato/a     | [ 4 ]  |
| BAFTA Award                       | Migliore regia                                    | Jonathan Dayton e Valerie Faris                                                      | Candidato/a     | [ 4 ]  |
| César Award                       | Miglior film straniero                            | Miglior film straniero                                                               | Vincitore/trice | [ 5 ]  |
| Costume Designers Guild           | Migliori costumi - Film contemporaneo             | Nancy Steiner                                                                        | Candidato/a     | [ 6 ]  |
| Directors Guild of America Award  | Miglior regista cinematografico                   | Jonathan Dayton e Valerie Faris                                                      | Candidato/a     | [ 7 ]  |
| GLAAD Media Awards                | Miglior film della grande distribuzione           | Miglior film della grande distribuzione                                              | Vincitore/trice | [ 8 ]  |
| Golden Globe Award                | Miglior film commedia o musicale                  | Miglior film commedia o musicale                                                     | Candidato/a     | [ 9 ]  |
| Golden Globe Award                | Migliore attrice in un film commedia o musicale   | Toni Collette                                                                        | Candidato/a     | [ 9 ]  |
| Gotham Awards                     | Miglior performance dell'intero cast              | Greg Kinnear, Steve Carell, Toni Collette, Paul Dano, Abigail Breslin e Alan Arkin   | Candidato/a     | [ 10 ] |
| Gotham Awards                     | Attrice rivelazione                               | Abigail Breslin                                                                      | Candidato/a     | [ 10 ] |
| Grammy Award                      | Miglior colonna sonora scritta per un film        | Mychael Danna                                                                        | Candidato/a     | [ 11 ] |
| Independent Spirit Awards         | Miglior film                                      | Miglior film                                                                         | Vincitore/trice | [ 12 ] |
| Independent Spirit Awards         | Migliore sceneggiatura d'esordio                  | Michael Arndt                                                                        | Vincitore/trice | [ 12 ] |
| Independent Spirit Awards         | Miglior attore non protagonista                   | Alan Arkin                                                                           | Vincitore/trice | [ 12 ] |
| Independent Spirit Awards         | Miglior attore non protagonista                   | Paul Dano                                                                            | Candidato/a     | [ 12 ] |
| Independent Spirit Awards         | Miglior regista                                   | Jonathan Dayton e Valerie Faris                                                      | Vincitore/trice | [ 12 ] |
| Irish Film Award                  | Miglior film internazionale                       | Miglior film internazionale                                                          | Vincitore/trice | [ 13 ] |
| MTV Movie Awards                  | Miglior film                                      | Miglior film                                                                         | Candidato/a     | [ 14 ] |
| MTV Movie Awards                  | Attrice rivelazione                               | Abigail Breslin                                                                      | Candidato/a     | [ 14 ] |
| National Board of Review          | Migliori dieci film                               | Migliori dieci film                                                                  | Vincitore/trice | [ 7 ]  |
| Producers Guild of America Awards | Miglior film                                      | Marc Turtletaub, David T. Friendly, Peter Saraf, Albert Berger e Ron Yerxa           | Vincitore/trice | [ 15 ] |
| Satellite Award                   | Miglior film commedia o musicale                  | Miglior film commedia o musicale                                                     | Candidato/a     | [ 16 ] |
| Satellite Award                   | Migliore attrice in un film commedia o musicale   | Toni Collette                                                                        | Candidato/a     | [ 16 ] |
| Satellite Award                   | Miglior attore non protagonista                   | Alan Arkin                                                                           | Candidato/a     | [ 16 ] |
| Satellite Award                   | Migliore attrice non protagonista                 | Abigail Breslin                                                                      | Candidato/a     | [ 16 ] |
| Satellite Award                   | Migliore canzone originale                        | DeVotchKa (for "Til the End of Time")                                                | Candidato/a     | [ 16 ] |
| Screen Actors Guild Award         | Miglior cast cinematografico                      | Greg Kinnear, Steve Carell, Toni Collette, Paul Dano, Abigail Breslin and Alan Arkin | Vincitore/trice | [ 17 ] |
| Screen Actors Guild Award         | Miglior attore non protagonista cinematografico   | Alan Arkin                                                                           | Candidato/a     | [ 17 ] |
| Screen Actors Guild Award         | Migliore attrice non protagonista cinematografica | Abigail Breslin                                                                      | Candidato/a     | [ 17 ] |
| Women's Image Network             | Miglior attore                                    | Greg Kinnear                                                                         | Candidato/a     | [ 7 ]  |
| Writers Guild of America Award    | Migliore sceneggiatura originale                  | Michael Arndt                                                                        | Vincitore/trice | [ 18 ] |

## Film festival
| Premio                                   | Categoria                 | Assegnatario                    | Esito           | Ref    |
| ---------------------------------------- | ------------------------- | ------------------------------- | --------------- | ------ |
| Deauville Film Festival                  | Grande premio speciale    | Grande premio speciale          | Vincitore/trice | [ 19 ] |
| Palm Springs International Film Festival | Chairman's Vanguard Award | Chairman's Vanguard Award       | Vincitore/trice | [ 20 ] |
| San Sebastián Film Festival              | Premio del pubblico       | Premio del pubblico             | Vincitore/trice | [ 7 ]  |
| Sydney Film Festival                     | Miglior film              | Miglior film                    | Vincitore/trice | [ 21 ] |
| Tokyo International Film Festival        | Premio del pubblico       | Premio del pubblico             | Vincitore/trice | [ 22 ] |
| Tokyo International Film Festival        | Migliore attrice          | Abigail Breslin                 | Vincitore/trice | [ 22 ] |
| Tokyo International Film Festival        | Miglior regista           | Jonathan Dayton e Valerie Faris | Vincitore/trice | [ 22 ] |

## Critics groups
| Premio                                        | Categoria                         | Assegnatario                                                                         | Esito           | Ref    |
| --------------------------------------------- | --------------------------------- | ------------------------------------------------------------------------------------ | --------------- | ------ |
| Boston Society of Film Critics                | Miglior regista esordiente        | Jonathan Dayton e Valerie Faris                                                      | Candidato/a     | [ 7 ]  |
| Broadcast Film Critics Association            | Miglior film                      | Miglior film                                                                         | Candidato/a     | [ 7 ]  |
| Broadcast Film Critics Association            | Miglior film commedia             | Miglior film commedia                                                                | Candidato/a     | [ 7 ]  |
| Broadcast Film Critics Association            | Miglior cast                      | Greg Kinnear, Steve Carell, Toni Collette, Paul Dano, Abigail Breslin e Alan Arkin   | Vincitore/trice | [ 7 ]  |
| Broadcast Film Critics Association            | Miglior giovane attore            | Paul Dano                                                                            | Vincitore/trice | [ 7 ]  |
| Broadcast Film Critics Association            | Migliore giovane attrice          | Abigail Breslin                                                                      | Vincitore/trice | [ 7 ]  |
| Broadcast Film Critics Association            | Miglior attore non protagonista   | Alan Arkin                                                                           | Candidato/a     | [ 7 ]  |
| Broadcast Film Critics Association            | Miglior sceneggiatore             | Michael Arndt                                                                        | Vincitore/trice | [ 7 ]  |
| Chicago Film Critics Association              | Miglior film                      | Miglior film                                                                         | Candidato/a     | [ 23 ] |
| Chicago Film Critics Association              | Migliore sceneggiatura originale  | Michael Arndt                                                                        | Candidato/a     | [ 23 ] |
| Chicago Film Critics Association              | Migliore attrice non protagonista | Abigail Breslin                                                                      | Candidato/a     | [ 23 ] |
| Chicago Film Critics Association              | Migliore attrice non protagonista | Toni Collette                                                                        | Candidato/a     | [ 23 ] |
| Chicago Film Critics Association              | Miglior regista d'esordio         | Jonathan Dayton e Valerie Faris                                                      | Candidato/a     | [ 23 ] |
| Dallas-Fort Worth Film Critics Association    | Miglior sceneggiatura             | Michael Arndt                                                                        | Vincitore/trice | [ 24 ] |
| Iowa Film Critics                             | Miglior attrice non protagonista  | Abigail Breslin                                                                      | Vincitore/trice | [ 15 ] |
| London Critics Circle Film Awards             | Miglior film                      | Miglior film                                                                         | Candidato/a     | N.D.   |
| London Critics Circle Film Awards             | Sceneggiatore dell'anno           | Michael Arndt                                                                        | Candidato/a     | N.D.   |
| Los Angeles Film Critics Association          | Premio nuova generazione          | Michael Arndt, Jonathan Dayton e Valerie Faris                                       | Vincitore/trice | [ 7 ]  |
| Los Angeles Film Critics Association          | Miglior sceneggiatura             | Michael Arndt                                                                        | Candidato/a     | [ 7 ]  |
| Online Film Critics Society                   | Migliore attrice non protagonista | Abigail Breslin                                                                      | Vincitore/trice | [ 15 ] |
| Online Film Critics Society                   | Miglior regista esordiente        | Jonathan Dayton e Valerie Faris                                                      | Vincitore/trice | [ 15 ] |
| Phoenix Film Critics Society                  | Migliori 10 film                  | Migliori 10 film                                                                     | Vincitore/trice | [ 7 ]  |
| Phoenix Film Critics Society                  | Miglior sceneggiatura originale   | Michael Arndt                                                                        | Vincitore/trice | [ 7 ]  |
| Phoenix Film Critics Society                  | Miglior cast                      | Greg Kinnear, Steve Carell, Toni Collette, Paul Dano, Abigail Breslin and Alan Arkin | Vincitore/trice | [ 7 ]  |
| Phoenix Film Critics Society                  | Migliore giovane attrice          | Abigail Breslin                                                                      | Vincitore/trice | [ 7 ]  |
| Southeastern Film Critics Association         | Top 10 Films                      | Top 10 Films                                                                         | Vincitore/trice | [ 7 ]  |
| Southeastern Film Critics Association         | Miglior sceneggiatura originale   | Michael Arndt                                                                        | Vincitore/trice | [ 7 ]  |
| St. Louis Film Critics Association            | Miglior film                      | Miglior film                                                                         | Candidato/a     | N.D.   |
| Vancouver Film Critics Circle                 | Miglior attore protagonista       | Alan Arkin                                                                           | Vincitore/trice | [ 7 ]  |
| Vancouver Film Critics Circle                 | Miglior attore protagonista       | Steve Carell                                                                         | Candidato/a     | [ 7 ]  |
| Washington D.C. Area Film Critics Association | Miglior cast                      | Greg Kinnear, Steve Carell, Toni Collette, Paul Dano, Abigail Breslin and Alan Arkin | Vincitore/trice | [ 15 ] |
| Washington D.C. Area Film Critics Association | Migliore sceneggiatura originale  | Michael Arndt                                                                        | Vincitore/trice | [ 15 ] |